# Marianne Rørvik
Marianne Cecilie Lydersen Rørvik (Bærum, 2 de agosto de 1983) es una deportista noruega que compite en curling. Su esposo, Torger Nergård, compitió en el mismo deporte.
Ganó tres medallas en el Campeonato Mundial de Curling entre los años 2004 y 2023, y tres medallas de bronce en el Campeonato Europeo de Curling entre los años 2002 y 2023.
Participó en los Juegos Olímpicos de Turín 2006, ocupando el séptimo lugar en la prueba femenina.

## Palmarés internacional
| Campeonato Mundial | Campeonato Mundial     | Campeonato Mundial | Campeonato Mundial |
| Año                | Lugar                  | Medalla            | Prueba             |
| ------------------ | ---------------------- | ------------------ | ------------------ |
| 2004               | Gävle (Suecia)         | Medalla de plata   | Equipo             |
| 2005               | Paisley (Reino Unido)  | Medalla de bronce  | Equipo             |
| 2023               | Sandviken (Suecia)     | Medalla de plata   | Equipo             |
| Campeonato Europeo |                        |                    |                    |
| Año                | Lugar                  | Medalla            | Prueba             |
| 2002               | Grindelwald (Suiza)    | Medalla de bronce  | Equipo             |
| 2004               | Sofía (Bulgaria)       | Medalla de bronce  | Equipo             |
| 2023               | Aberdeen (Reino Unido) | Medalla de bronce  | Equipo             |